# Ignacio de Arruabarrena
Ignacio de Arruabarrena Fernández (Montevideo, 16 gennaio 1999) è un calciatore uruguaiano, portiere del Barcelona SC.

## Carriera
Cresciuto nel settore giovanile dei Montevideo Wanderers, ha esordito il 23 gennaio 2017 in occasione del match di Coppa Libertadores perso 3-2 contro l'Univ. Sucre.